# 北投公園
北投公園，是位於臺灣臺北市北投區的一座露天溫泉公園。範圍是由中山路、光明路所圍繞之區域，位於地熱谷景觀公園旁。乃繼圓山公園和臺北新公園（現今二二八和平紀念公園）之後，臺北市的第三座公園，亦為臺灣第一座溫泉公園，其面積約3.98公頃。
因日治臺灣時期興建新北投鐵路是為便於旅客前往泡湯，北投公園也因此別稱新北投公園，現在其管理單位為陽明山公園管理所。

## 沿革

### 日治時期

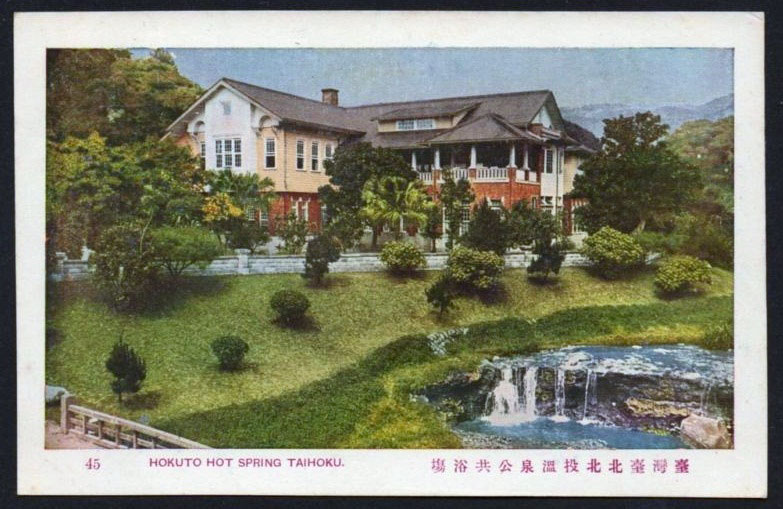
日治時期的原北投公共浴場。

1901年，由於臺北與淡水間的鐵道通車使前往北投的遊客劇增，1911年，北投公園依臺灣總督府的「公園管理規則」所設立，由臺北廳下街庄共同經營，公園規劃設施包含：鋪設水道、噴水池及公共浴場。
1913年6月17日，北投公園開園，北投溫泉公共浴場於此時建立，該浴場由臺北廳公共衛生單位管理經營，工程總花費五萬六千日圓。同時，這項改建工程也將附近環境整建。1916年4月，由北投車站分歧的新北投線完工，係便於湯客前往北投溫泉而興建。公園內設有圓環與植樹，以及水池、小橋、噴水池等造景，並廣設長椅供遊客休息。並種植各項植物，包括檬果、龍眼樹公園周圍則聚集座落山腳的溫泉旅館、料理屋、俱樂部等娛樂設施，使該公園成為奠定北投溫泉勝地的核心區域。
1933年9月，北投公園進行布道修復工程，1934年，為了表揚井村大吉對北投溫泉的貢獻，臺北州與地方人士選在公園內建造一座胸像來紀念，並於4月7日舉行「除幕式」。。

### 戰後時期
在臺北市政府的都市計畫之中，北投公園由北投1、2、4、54、55號組成。園內除了保留溫帶、亞熱帶及熱帶等多樣性的植物樣貌，並有一座是唯一完整良好的石橋，為日治時期所興建的古橋，其餘的橋樑皆受到拆除而改建成現代化水泥橋。由於北投公園的位置座落在臺北捷運新北投車站出口處，其距離僅跨過馬路即可抵達，因此在公園的門口可看見噴水池。，1999年12月，修復工程告一段落後，北投公園重新取為「北投溫泉親水公園」開放民眾參觀。
2009年，北投公園興建「跳泉」，能配合燈光、音樂做出韻律的水舞。公園內尚有北投圖書館、溫泉博物館、梅庭、北投溪等景點；在圖書館前的噴水池在電影《向左走、向右走》曾被入鏡，為該部電影的男女主角初遇之地。此外，由於原本「北投溫泉親水公園」名稱太長，公園所在地的溫泉里長許智全、長安里長陳章生及中心里長葉家和則希望恢復原名「北投公園」，反對擅自幫公園取新名稱。
2016年8月，手機遊戲《精靈寶可夢GO》開放台灣下載體驗，由於遊戲內設定此公園中有大量的寶可夢，因此成為眾多玩家爭相前往的熱門地點。
2020年，北投公園以「北投公園暨周邊景觀（含兒童樂園）」為名義，登錄為臺北市文化景觀。

## 設施

### 原北投公共浴場

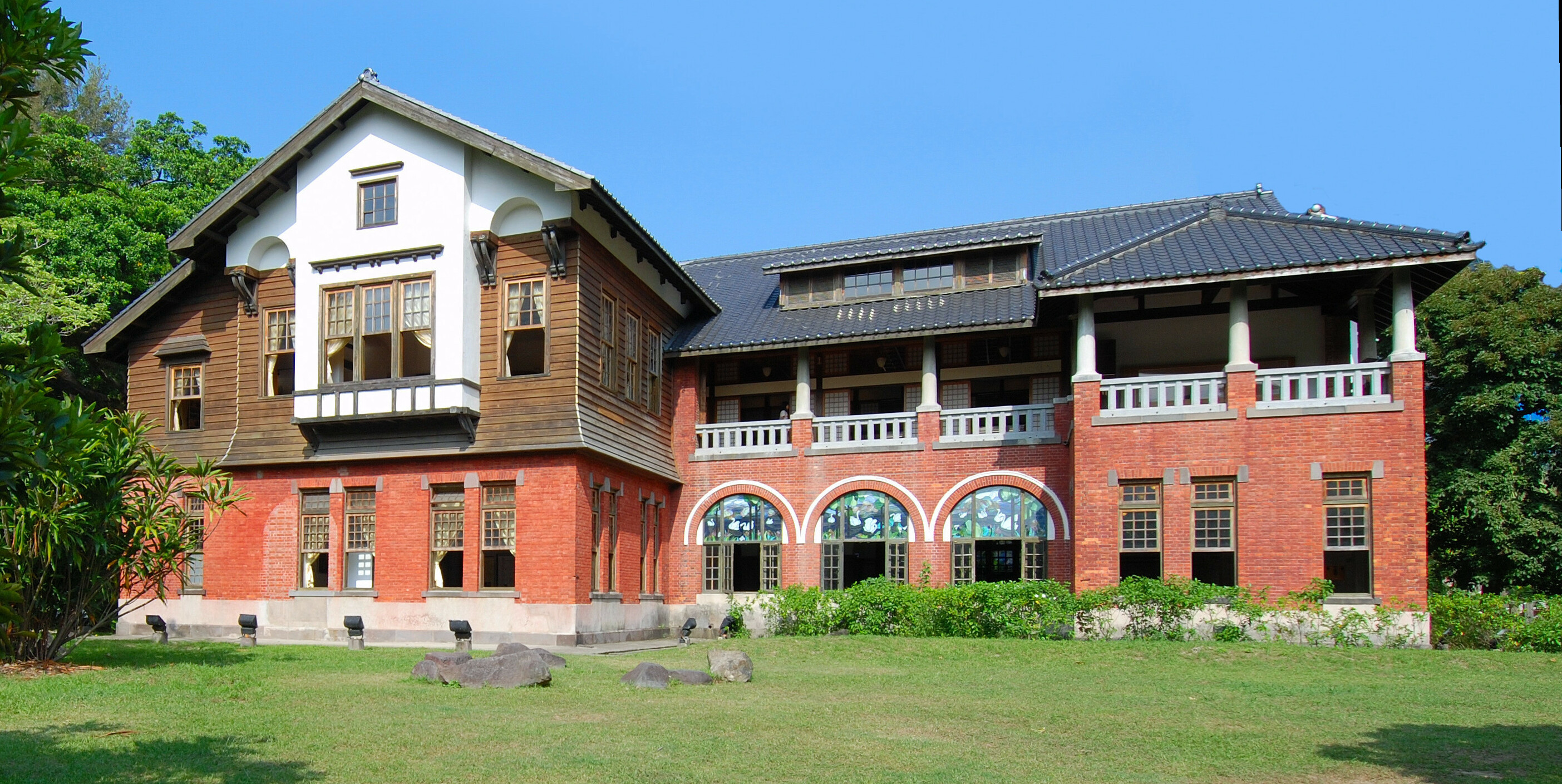
原北投公共浴場，今作為北投溫泉博物館使用

北投溫泉浴場建於1913年6月17日，是仿照日本靜岡縣伊豆山溫泉的方式興建而成，是當時臺北州規模最大、最華麗的公共浴場之一。該建築物佔地約700坪，採用兩層樓的仿英式磚造建築，一樓為磚造浴池，二樓則是木造的休息區，還設有娛樂室等設施。浴場由臺北廳的公共衛生單位負責管理和經營。
1997年2月，中華民國內政部將這座建築物指定為三級古蹟（後來根據文資法修正為市定古蹟）。隨後，台北市政府民政局對建築進行整修工程，將其改建為北投溫泉博物館。

### 露天溫泉浴池

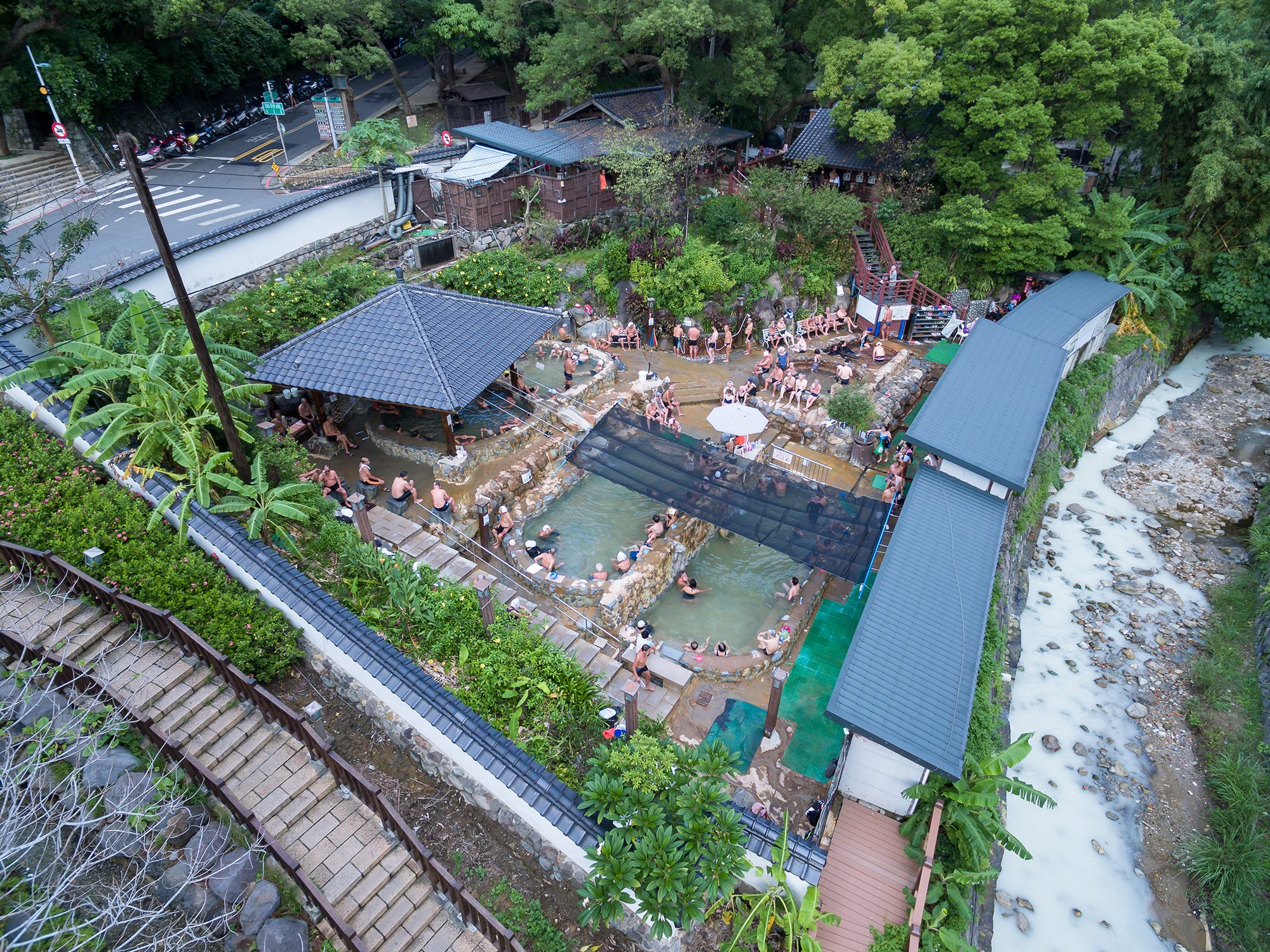
北投公園露天溫泉浴池

該園區又稱「千禧湯」，於1999年12月開放。是一個佔地約1000平方公尺的溫泉浴池。其設施以仿日式的建築設計為主，使用原石、木材等自然材質，而票亭和廁間屋頂則採用黑色文化瓦。
為確保泡湯環境的安全衛生，現場設有公告板張貼著泡湯守則，並規定入湯者必須穿著泳裝，先淋浴後才能進入湯池。每天開放六個不同時段供人使用。
2022年，露天溫泉浴室進行局部整修，更新汰換原有老舊扶手欄杆、不平整的地坪、池水過濾系統、浴間門片及溫泉區遮陽網等設施。

### 北投圖書館

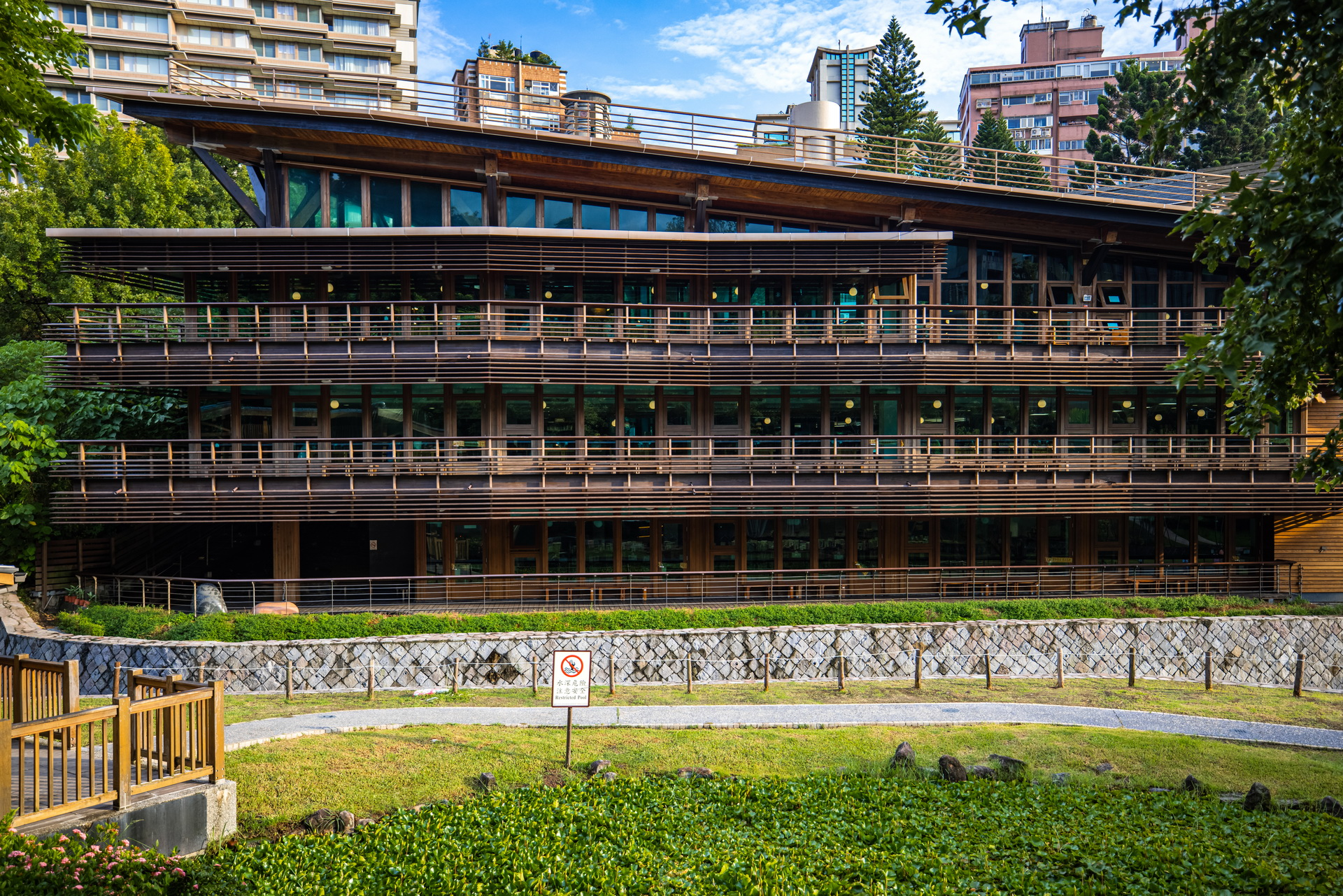
北投圖書館

該建築為臺北市立圖書館的其中一座分館。早期曾作為陽明山管理局所設立的局立圖書館，後於1963年轉移到臺北市立圖書館系統中。然而由於館舍的海砂和混凝土強度不足，於1987年重新開館後，並於2002年拆除重建。
目前的館舍於2006年年底重新啟用，其建築設計以與公園的自然環境融合為主，同時考慮到北投特殊的硫磺氣地理環境而採用木結構，此外，建築充分利用大片的落地窗來收集自然光線。該圖書館自完工後被視為臺灣首座綠建築圖書館，更獲得了鑽石級綠建築標章的認證。

### 梅庭

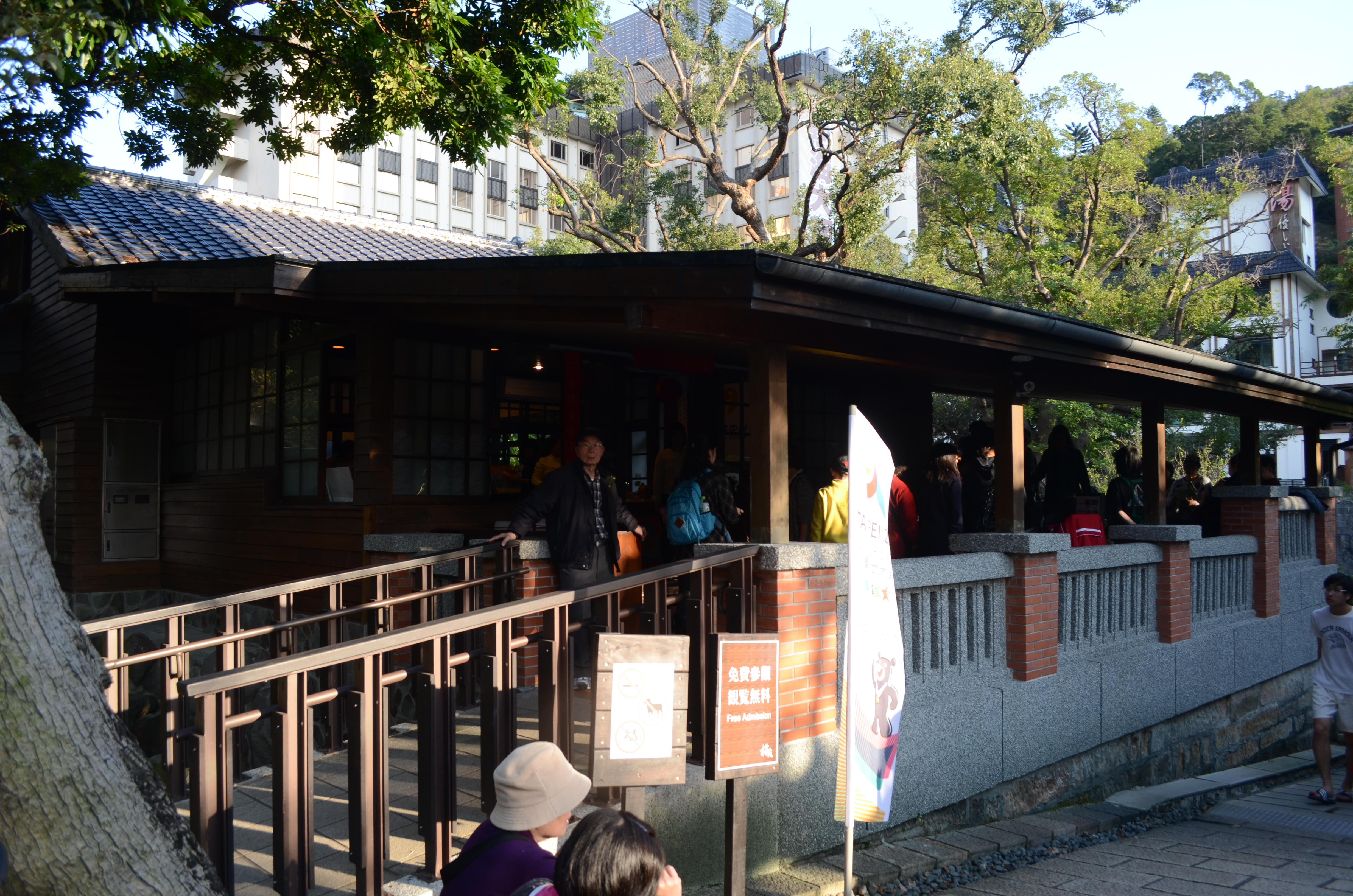
梅庭

梅庭建於1930年代末，佔地約300坪。該建築為木構架結構，具有和洋混合風格且根據地形而建。正面是地面層，牆面採用防潮隔間灰漿牆，外觀則由石砌台基、魚鱗牆板、黑瓦和木隔櫺組成。下層為鋼筋混凝土構造，設計為防空避難室，並可直通至後院。
戰後該建築於1954年交由陽明山管理局管理，並轉為私人住宅，建築入口柱上刻有于右任題字的「梅庭」二字。1997年因公告拆遷「梅庭」建物，公園處和住戶達成補償協議，後考量建物具有歷史性保存價值而核准保留，並進行整建規劃設計。當前該建築經過修復和整建，於2006年被列為台北市歷史建築，向公眾開放參觀。

### 公共設施

#### 入口噴水池

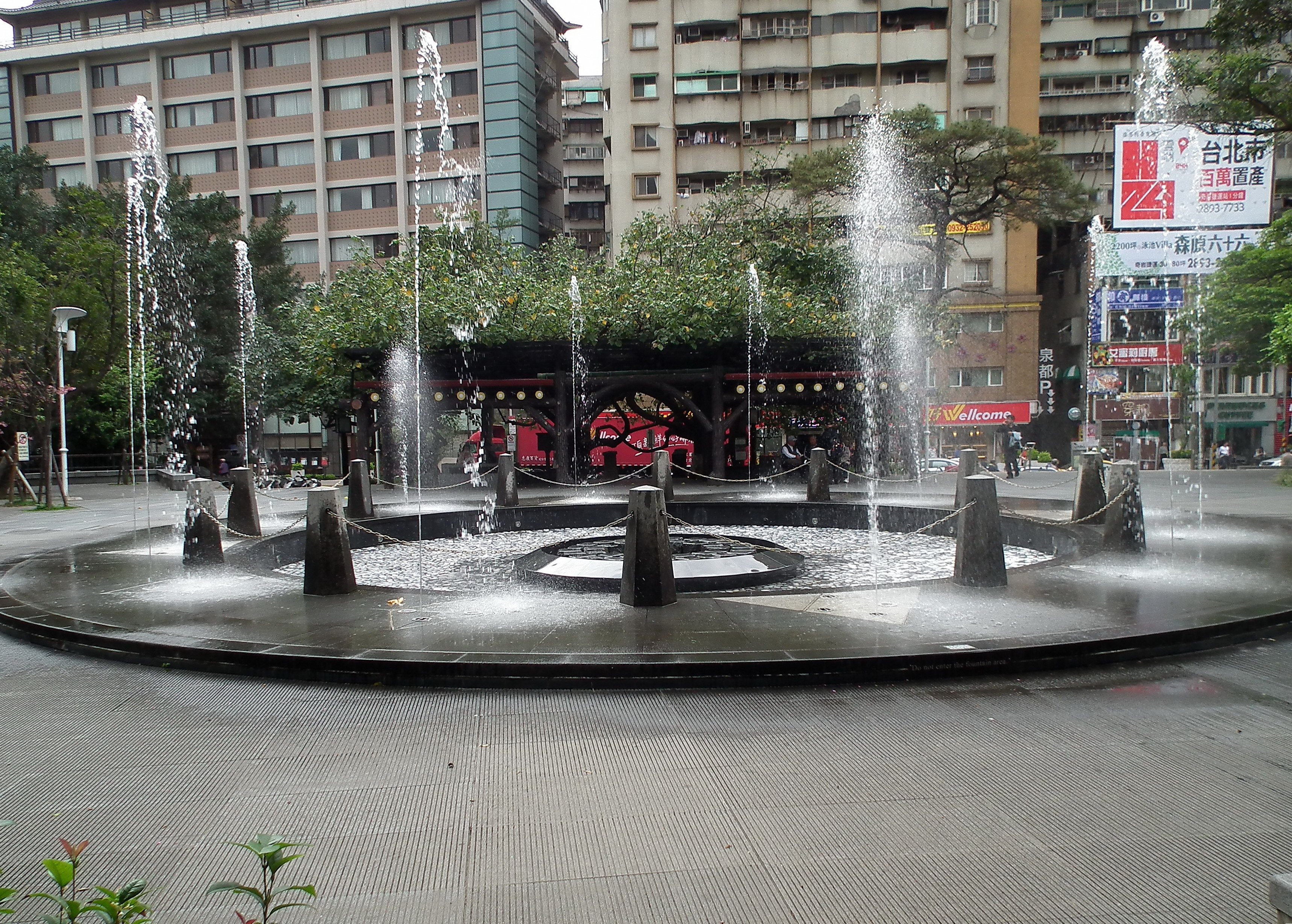
入口噴水池

在日本時代，北投公園除了提供娛樂休憩功能外，還具有防災的意義。其中公園入口處草原被視為重要場所，經常用於防災演練、活動集會等用途。戰後初期，政府於公園入口處增建了噴水池和時鐘等設施。該結構最初是由兩層同心圓噴水池組成，周圍種植了許多龍柏樹，池中還飼養著魚。當時的入口大門是以水泥仿木材的形式建造，並題有「北投公園」四字。
1998年規劃親水公園後，北投公園就陸續被改造，2010年，噴水池進行修復工程，其中時鐘則在2009年的改建陸續拆除，將噴水池改建為凹陷式的水舞噴水池，為了追求開闊透光的效果，龍柏樹被移走，公園入口則改為廣場空間使用，標誌也改為石刻招牌。
2019年，公園再度經歷了大規模的整修，噴水池進行重新設計。

#### 圓形噴水池

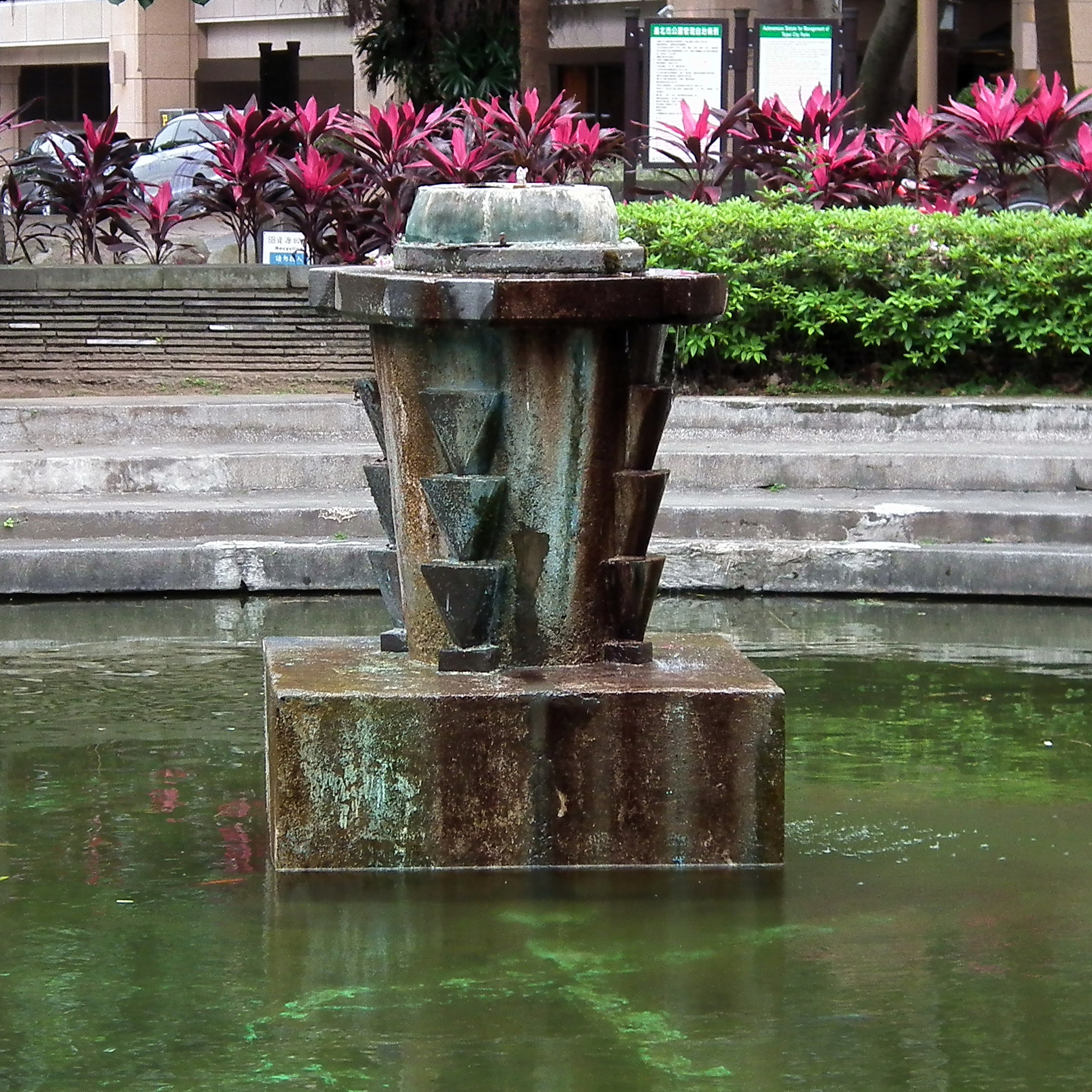
圓形噴水池

圓形噴水池於1910年設立。現位於圖書館前，為當時所興建北投水道，為了改善溫泉飲用水而建立的自來水系統，該水道起始於鳳梨宅的水源地，經過汴頭泉、衛戍醫院北投分院、北投溫泉公共浴場，最後沿著溫泉路經過溫泉旅館與北投市場，終點位於北投車站對面的噴水池。整條水道設計採用重力流，園內的圓形噴水池則為水道的最低點，具有洩壓功能，後則沿用作為景觀噴水池使用。

#### 雁鴨噴水池

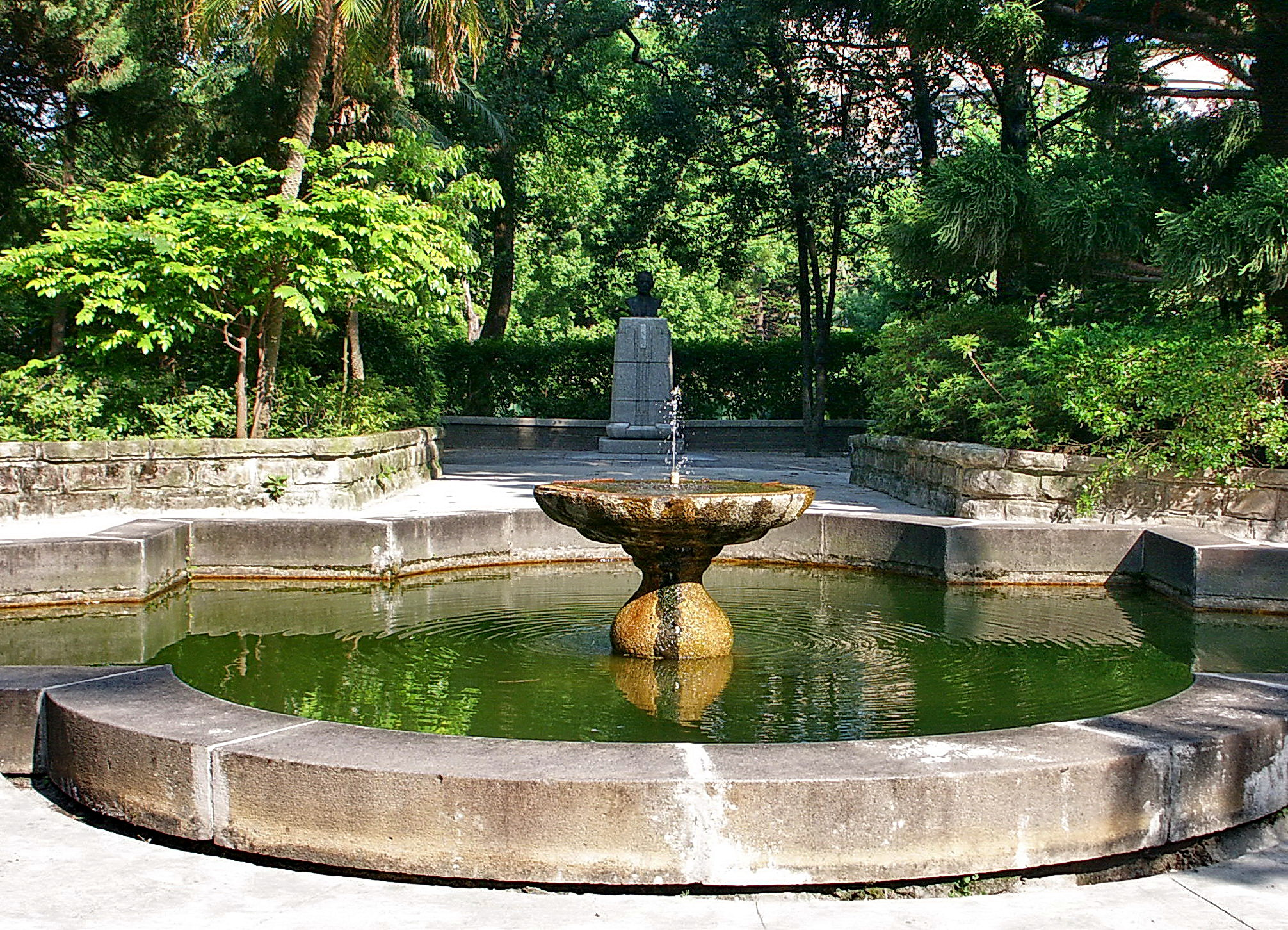
修復前的雁鴨噴水池

該噴水池又稱小銅鴨噴水池，同為1911年北投水道興建時的設置物之一。該設施元作為水道的洩壓孔設施使用。1913年改建公園時，為美化空間則將洩壓孔改造成噴水池。同時在洩壓孔的頂端加上了精緻的雁鴨銅雕裝飾。
2005年，鴨銅雕噴水口卻遭竊，吳思瑤則與北投文史團體蒐集老照片要求市府打造復刻版本，共同尋找在地藝術家協助重製。2013年6月14日，象徵北投人共同記憶的噴泉再次啟動。

#### 北投石造拱橋

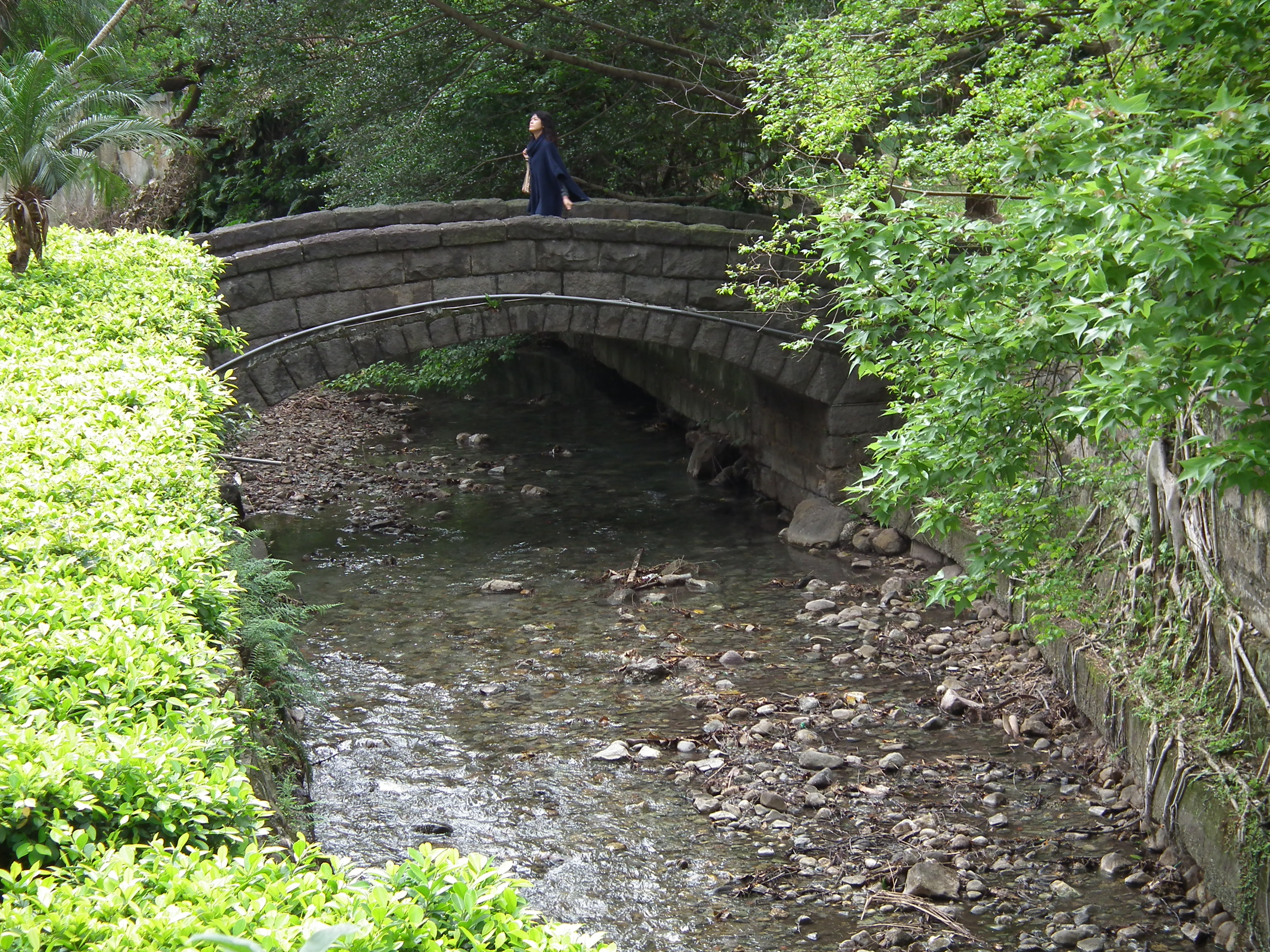
北投石造拱橋

北投石造拱橋為至今園區仍存的日治時期結構，該橋樑設計採用了特殊的築工法。其中最關鍵的是在橋中央設置了一塊拱顶石，以自身的結構來固定石塊，不需使用鋼釘等其他固定材料。
橋樑結構主要採用在地所產的火成岩安山岩。

#### 上野池
上野池為1913年，臺北廳長井村大吉將日本上野恩賜公園不忍池的景觀複製到臺灣的典型日式園林與人工水池，該池塘旁種植了熱帶棕櫚科植物，以及假山、流水、水泥欄杆椅和石桌等園林景觀物件。由於上野池恰好位於地下水流出的方向，將水匯集起來，避免旁邊的草地潮濕無法使用。
2006年，由於北投空中纜車的開挖工程，上野池遭受了嚴重破壞，該工程停工後，原有的園林變成了積水的草地無法使用。仍能看到殘餘的部分物件。2012年起，在地社區圖體借助舊有照片，上野池恢復了類似過去的利用景觀樣貌。

#### 溜冰場
1970年代至1980年代期間，因應溜冰運動盛行，北投公園引入了溜冰場設施，最初的溜冰場是一個圓形水泥溜冰道，周圍環繞著環形通道，並在一角添加了兩條分岔的滑道，其中一條是平面形式，另一條則有高低差。
溜冰場後進行改建，現並改為磨石子地面加上鐵欄杆，在1990年代，溜冰場的範圍比現在大約多了1.5倍。在2006年北投纜車的開挖工程，溜冰場，被挖掉了近一半的範圍，後因工程停工，在社區居民要求恢復周圍環境後，溜冰場因而復原貌。唯範圍受到破壞面積影響而變更，活動空間變得較小。

#### 涼亭
圓形噴水池旁曾設有一座造型簡單的四方型涼亭，該結構中間柱子與噴水池的噴水臺造型做對應。該建築現已拆除。
此外，園區內仍存一座鋼筋水泥結構之涼亭，並設有磨石子座椅，當前該建築除了屋頂被添加瓦片，整體大致維持原貌。

### 紀念碑

#### 井村大吉紀念碑
1934年，眾人集資在北投公園的重要噴水池廣場上沿座噴水池中線位置豎立井村大吉的半身像紀念碑，紀念碑底座使用大理石，然而，不久後銅像卻神秘失踪，僅留底座。戰後，國民政府接管臺灣後則在這座底座上放置了不同的紀念物。最初立了「光復紀念碑」，後在1960年代期間改成孫中山胸像。
2013年6月15日，時值北投公園百年之際，臺北市政府選在天狗庵舊址鄰近處，設立井村大吉先生紀念碑，紀念其對於北投公園的開創工作，井村大吉的後代也特別從日本遠道而來參與盛會，一同見證北投公園百年來的發展。

## 資料來源
1. ↑  .   [2019-07-28]. （原始内容存档于2020-08-05）.
2. ↑  九福科技顧問. . 內政部. 2007-08. ISBN 9789860104936 （中文（臺灣））.
3. 1 2   (PDF).   [2016-05-01]. （原始内容 (PDF)存档于2016-05-31）.
4. 1 2 3 4 5  . 台北市溫泉發展協會. （原始内容存档于2020-08-05） （中文（臺灣））.
5. 1 2  . 台北市溫泉發展協會. （原始内容存档于2020-08-05） （中文（臺灣））.
6. 1 2  . 臺北市政府工程局公園路燈工程管理處. （原始内容存档于2020-08-05） （中文（臺灣））.
7. ↑  江宜錦. . 臺北市: 國立臺北藝術大學建築與文化資產研究所. 2013.
8. ↑  中華民國文化部. . memory.culture.tw.   [2023-06-05] （中文（臺灣））.
9. ↑  中華民國文化部. . memory.culture.tw.   [2023-06-05]. （原始内容存档于2023-06-05） （中文（臺灣））.
10. ↑  中華民國文化部. . memory.culture.tw.   [2023-06-05] （中文（臺灣））.
11. ↑  中華民國文化部. . memory.culture.tw.   [2023-06-05]. （原始内容存档于2023-06-06） （中文（臺灣））.
12. ↑  中華民國文化部. . memory.culture.tw.   [2023-06-05]. （原始内容存档于2023-06-05） （中文（臺灣））.
13. ↑  . Yahoo News. 2020-12-28  [2023-06-05]. （原始内容存档于2023-06-05） （中文（臺灣））.
14. ↑  . 浸北投.   [2023-06-05]. （原始内容存档于2023-06-07） （美国英语）.
15. ↑  中華民國文化部. . memory.culture.tw.   [2023-06-05] （中文（臺灣））.
16. ↑  中華民國文化部. . memory.culture.tw.   [2023-06-05]. （原始内容存档于2023-06-05） （中文（臺灣））.
17. ↑  溫采婕. . 臺北市: 臺北市立教育大學社會學習領域教學碩士學位班. 2012.
18. ↑  . 大紀元 www.epochtimes.com. 2006-02-19  [2023-06-05]. （原始内容存档于2023-06-05） （中文（繁體））.
19. 1 2  . 閱讀臺北 487期. 臺北市政府觀光傳播局.   [2014-06-18]. （原始内容存档于2014-07-14） （中文（臺灣））.
20. ↑  中華民國文化部. . memory.culture.tw.   [2023-06-05]. （原始内容存档于2023-06-07） （中文（臺灣））.
21. ↑  林秀姿. . 自由時報電子報. 2009-07-21  [2023-06-05]. （原始内容存档于2023-06-05） （中文（臺灣））.
22. ↑  瘋抓寶可夢 北投公園10天開出387張罰單 （页面存档备份，存于）.自由時報.2016-08-21
23. ↑  自由時報電子報. . 自由時報電子報. 2016-09-04  [2023-06-05]. （原始内容存档于2023-06-07） （中文（臺灣））.
24. ↑  自由時報電子報. . 自由時報電子報. 2016-08-26  [2023-06-05]. （原始内容存档于2023-06-05） （中文（臺灣））.
25. ↑  自由時報電子報. . 自由時報電子報. 2016-08-25  [2023-06-05]. （原始内容存档于2023-06-05） （中文（臺灣））.
26. ↑  . cloud.culture.tw.   [2023-06-05]. （原始内容存档于2023-06-05）.
27. ↑  中華民國文化部. . memory.culture.tw.   [2023-06-05]. （原始内容存档于2023-06-07） （中文（臺灣））.
28. ↑  中華民國文化部. . memory.culture.tw.   [2023-06-05]. （原始内容存档于2023-06-07） （中文（臺灣））.
29. ↑  中華民國文化部. . memory.culture.tw.   [2023-06-05]. （原始内容存档于2023-06-05） （中文（臺灣））.
30. ↑  國立公共資訊圖書館. . www.nlpi.edu.tw.   [2023-06-05]. （原始内容存档于2023-06-05） （中文（臺灣））.
31. ↑  . 臺北旅遊網.   [2023-06-05]. （原始内容存档于2019-04-24） （中文（臺灣））.
32. ↑  自由時報電子報. . 自由時報電子報. 2021-10-03  [2023-06-05]. （原始内容存档于2023-06-05） （中文（臺灣））.
33. ↑  中華民國文化部. . memory.culture.tw.   [2023-06-05]. （原始内容存档于2023-06-05） （中文（臺灣））.
34. ↑  廖淑芳. . 臺北市立圖書館. 2023-01-11  [2023-06-05]. （原始内容存档于2020-02-15） （中文（繁體））.
35. ↑  台灣品設計sharedesign. . 台灣品設計sharedesign.   [2023-06-05]. （原始内容存档于2023-06-05）.
36. ↑  中華民國文化部. . memory.culture.tw.   [2023-06-05]. （原始内容存档于2023-06-05） （中文（臺灣））.
37. ↑  中華民國文化部. . memory.culture.tw.   [2023-06-05]. （原始内容存档于2023-06-05） （中文（臺灣））.
38. ↑  中華民國文化部. . memory.culture.tw.   [2023-06-05]. （原始内容存档于2023-06-07） （中文（臺灣））.
39. ↑  中華民國文化部. . memory.culture.tw.   [2023-06-05]. （原始内容存档于2023-06-05） （中文（臺灣））.
40. ↑  中華民國文化部. . memory.culture.tw.   [2023-06-05]. （原始内容存档于2023-06-05） （中文（臺灣））.
41. ↑  中華民國文化部. . memory.culture.tw.   [2023-06-05] （中文（臺灣））.
42. ↑  中華民國文化部. . memory.culture.tw.   [2023-06-05]. （原始内容存档于2023-06-05） （中文（臺灣））.
43. ↑  中華民國文化部. . memory.culture.tw.   [2023-06-05]. （原始内容存档于2023-06-07） （中文（臺灣））.
44. ↑  YouTube上的雁鴨銅雕回來了 北投公園噴泉啟動－民視新聞.民視綜合頻道.2013-06-13
45. ↑  中華民國文化部. . memory.culture.tw.   [2023-06-05] （中文（臺灣））.
46. ↑  自由時報電子報. . 自由時報電子報. 2013-06-08  [2023-06-05]. （原始内容存档于2023-06-06） （中文（臺灣））.
47. ↑  中華民國文化部. . memory.culture.tw.   [2023-06-05]. （原始内容存档于2023-06-05） （中文（臺灣））.
48. ↑  . ${meta.name}.   [2023-06-05].
49. ↑  中華民國文化部. . memory.culture.tw.   [2023-06-05]. （原始内容存档于2023-06-05） （中文（臺灣））.
50. ↑  中華民國文化部. . memory.culture.tw.   [2023-06-05]. （原始内容存档于2023-06-07） （中文（臺灣））.
51. ↑  中華民國文化部. . memory.culture.tw.   [2023-06-05]. （原始内容存档于2023-06-05） （中文（臺灣））.
52. ↑  中華民國文化部. . memory.culture.tw.   [2023-06-05]. （原始内容存档于2023-06-05） （中文（臺灣））.
53. ↑  北投公園百年慶 重現常民幸福生活劇場 （页面存档备份，存于）.臺北市政府觀光傳播局.2013-06-15

## 外部連結
- 北投公園 - 公園走透透 （页面存档备份，存于）
- 北投公園  臺北旅遊網 （页面存档备份，存于）
- 北投公園露天溫泉浴池  臺北旅遊網 （页面存档备份，存于）
- 台北市溫泉發展協會（页面存档备份，存于）